# George Wilkinson
George Wilkinson (Gorton, 3 de marzo de 1879 - Hyde, 7 de agosto de 1946) fue un jugador inglés de waterpolo.

## Biografía
Es considerado la primera estrella del waterpolo inglés y mundial.
Jugó en el Manchester Osborne desde 1894. El Manchester Osborne participó en París 1900 representando a Inglaterra y ganando la medalla de oro.
En 1903 se mudó a Hyde donde pasó a capitanear el Hyde Seal Club, el cual fue ganador de la liga inglesa de waterpolo nueve veces.
Participó con la selección de Inglaterra de waterpolo en las olímpiadas desde 1900 a 1922 en las que consiguió 3 medallas de oro. No pudo conseguir las 5 medallas de oro olímpicas, ya que en 1904 Gran Bretaña no participó en los juegos y en 1916 se suspendieron los juegos debido a la Primera Guerra Mundial.
Al inicio de su carrera también fue un gran nadador. A sus 17 años acabó tercero en los campeonatos del mundo de 1896 en la distancia de 500 yardas. Wilkinson en los campeonatos ASA acabó segundo en 1898 en 1000 yardas y en 1901 en 220 yardas.
Como muchos deportistas de su época fue una persona famosa y fue el dueño del Hotel Wheatsheaf en Hyde por muchos años.

## Títulos
Como jugador de waterpolo de la selección de Inglaterra
- Oro en los juegos olímpicos de Londres 1908
- Oro en los juegos olímpicos de Estocolmo 1912
- Oro en los juegos olímpicos de París 1900

## Equipos
- Osborne Swimming Club, Manchester ( Reino Unido)
- Hyde Seals Swimming Club ( Reino Unido)